# Jörg Niemann
Jörg Niemann (* 6. Juli 1970 in Münster) ist Professor für Wirtschaftsingenieurwesen mit der Ausrichtung auf die Produktion an der Hochschule Düsseldorf. Seit Juli 2012 leitet er dort die Forschungsstelle für Life Cycle Excellence (FLiX). Zudem leitet er von 2016 bis 2022 als geschäftsführender Vorstand das Institut für Produktentwicklung und Innovation (FMDauto) an der Hochschule Düsseldorf.

## Berufliche Laufbahn
Nach seinem Studium des Wirtschaftsingenieurwesen/Fachrichtung Produktionstechnik war Jörg Niemann von 1998 bis 2003 persönlicher Assistent des geschäftsführenden Institutsleiters des Fraunhofer-Institut für Produktionstechnik und Automatisierung (IPA) und des Institut für Industrielle Fertigung und Fabrikbetrieb (IFF) der Universität Stuttgart. Von 2003 bis 2008 war Niemann Sprecher der Arbeitsgruppe Life Cycle Management. 2007 promovierte er zum Dr.-Ing. über das Thema „Life Cycle Controlling von Produktionssystemen“ bei Westkämper. 2008 bis 2012 war er Gruppenleiter Life Cycle Management Service Process Control und Produktentwicklung bei der ABB Automation GmbH in Ratingen. Ab 2011 war er Mitglied des Aufsichtsrates der ABB Automation GmbH. 2019 erfolgte die Habilitation für das Fachgebiet „Life Cycle & Services Management“ an der TU Cluj-Napoca (Klausenburg) in Rumänien. Seit 2020 ist Jörg Niemann Mitglied der dortigen Doktoratsschule für die Betreuung von Promotionen im Bereich Ingenieurwesen und Management. Niemann ist zudem Mitglied im Graduierteninstitut NRW..

## Arbeitsgebiete
- Life Cycle Management[8][9]
- Life Cycle Costing
- Produktionsmanagement
- Strategien der Produktion
- Methoden zur Produktionsoptimierung/Lean Management
- Materialflusssimulation
- Service Engineering und Service Management
- Mensch-Maschine Interaktion mit Eye Tracking
- Supply Chain Management
- Unternehmensgründung

## Ehrungen
- Fellowship für Innovationen in der digitalen Hochschullehre, verliehen durch das Land NRW und den Stifterverband[10]
- High-Tech-Service Know-How-Transfer Sonderpreis 2014 – Kategorie Akademische Studiengänge für die Entwicklung eines problembasierten Lehr- und Ausbildungskonzeptes für das Fach Service Engineering & Management („Service-Lab“).
- Innovationspreis Service ABB Global für die Entwicklung und erfolgreiche Markteinführung des IT Cyber Security Fingerprints
- Innovationspreis Service der ABB Europe für die Entwicklung und erfolgreiche Markteinführung des Life Cycle Index für Prozessleitsysteme
- Ernennung zum Honorary Professor der TU Cluj/Napoca (Klausenburg/Rumänien)